# Spaniocelyphus bigoti
Spaniocelyphus bigoti är en tvåvingeart som först beskrevs av Karsch 1884.  Spaniocelyphus bigoti ingår i släktet Spaniocelyphus och familjen Celyphidae.
Artens utbredningsområde är Sri Lanka. Inga underarter finns listade i Catalogue of Life.